# Michi Schreiber

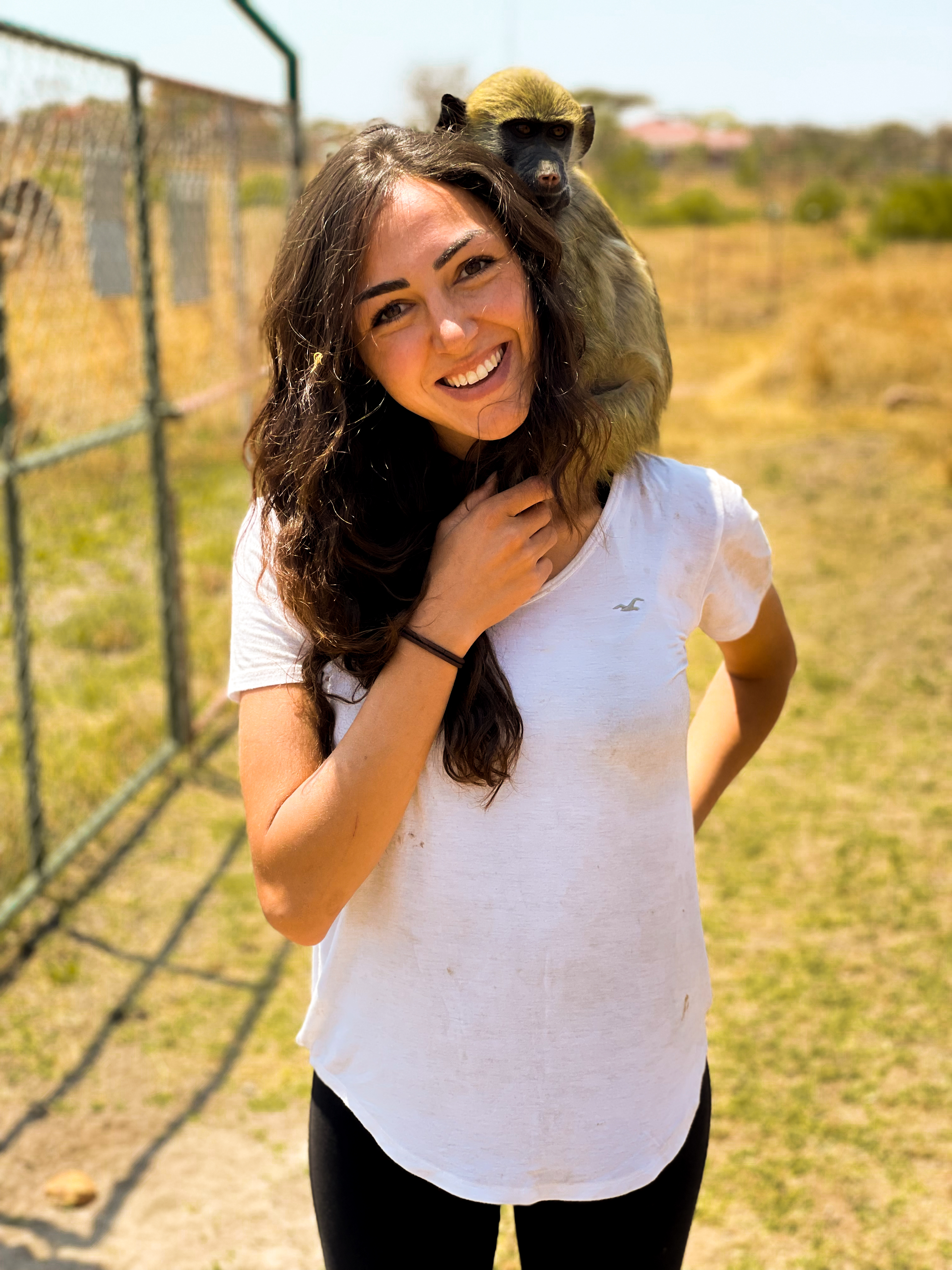
Michi Schreiber (2021)

Michelle „Michi“ Schreiber (* 1996) ist eine deutsche Primatologin und Autorin.

## Leben
Schreiber wurde in der Eifel geboren und absolvierte am Eifelgymnasium Neuerburg ihr Abitur. Danach ging sie für mehrere Monate nach Südafrika, um als Freiwilligenhelferin im Wildtierschutz mitzuwirken. Sie studierte Philosophie und Anglistik an der Universität Trier. Parallel absolvierte sie eine Fernausbildung bei ASC Distance Education in Zoologie, Primatologie und Wildtiermanagement. Im Sommer 2022 begann sie als Vollstipendiatin des DAAD ihren Master in „Primate Conservation“ an der Oxford Brookes University. 2023 beendete sie ihren Master.
Schreiber engagiert sich in öffentlichen Medien und trägt zur Aufklärung in den Bereichen soziale Verantwortung und Wildtierschutz bei. Die Bücher „Unbändig“ und „Unter Affen“ erreichten jeweils eine Platzierung auf der Spiegel-Bestsellerliste.
Sie engagiert sich in dem von ihr mitbegründeten Verein AFFENSTARK e. V.
Anfang 2025 erlitt Schreiber einen schweren Verkehrsunfall bei dem sie mehrere Frakturen im Gesicht erlitt und ihr Gedächtnis der vergangenen Jahre verlor.
Schreiber ist seit 2018 mit dem Kriminalbeamten Marc Schreiber verheiratet.

## Fernsehauftritte
- 2020: SWR Landesschau (SWR)
- 2022: SWR Aktuell (SWR)
- 2022: Sat 1 Frühstücksfernsehen (Sat 1)
- 2022: BR Aktuell (BR)
- 2022: Kaffee oder Tee (SWR)
- 2023: 1,2 oder 3 (KiKa, ZDF)
- 2024: SWR Aktuell (SWR)
- 2024: Cafe Puls (Puls 4)
- 2024: Live! People Planet (RTL Luxemburg)
- 2025: SWR Landesschau (SWR)
- 2025: 37 Grad Leben (ZDF)
- 2025: Stern TV (RTL)

## Schriften
- Unbändig – Wie ich nicht nur einen Affen auswilderte, sondern auch mich selbst. Malia Verlag, Berlin 2022, ISBN 978-3-949822-01-8
- Michi Schreiber und Marc Schreiber: Unter Affen – Unsere Reise als Freiwilligenhelfer in Südafrika. Conbook Verlag, Neuss 2024, ISBN 978-3-95889-476-1